# Newman-Spannung
Die Newman-Spannung ist eine Ringspannung, die die 1,5-Repulsion von Nicht-Wasserstoff-Atomen bezeichnet. Sie ist auf Vorschlag von Albert Eschenmoser nach dem US-amerikanischen Chemiker Melvin Spencer Newman (1908–1993) benannt.

## Beschreibung
Eine hohe Newman-Spannung tritt auf, wenn in einer Kette von fünf Atomen 1 bis 5 der Torsionswinkel zwischen den Atomen 1 und 4 und den Atomen 2 und 5 den Wert von −60° und +60° respektive +60° und −60° beträgt. Die Abfolge +synclinal/−synclinal (beziehungsweise gauche+/gauche−) für zwei aufeinanderfolgende Diederwinkel führt zu einer Newman-Spannung von rund 15,5 kJ/mol (3,7 kcal/mol) für zwei Methylgruppen, zum Beispiel beim n-Pentan.